# Río Guanapalo
El río Guanapalo es un río de la Orinoquia colombiana, uno de los afluentes del río Meta, que discurre por el departamento colombiano de Casanare. Junto con el río Pauto conforma una cuenca de aproximadamente 2100 km², en su mayor parte en el municipio de San Luis de Palenque. 
En este río se desarrollan actividades como la pesca y el camping.